# Podacanthophorus maylinae
Podacanthophorus maylinae är en insektsart som beskrevs av Naskrecki 2000. Podacanthophorus maylinae ingår i släktet Podacanthophorus och familjen vårtbitare. Inga underarter finns listade i Catalogue of Life.